# دستور لبنان
دستور لبنان، هو القانون الأعلى الذي يحدد شكل الدولة في لبنان. صدر في 23 أيار / مايو 1926 وذلك أثناء فترة الانتداب الفرنسي وذلك بعد إقراره من مجلس الممثلين، وتم بإقرار الدستور الإعلان عن قيام الجمهورية اللبنانية بعد أن كانت تسمى منذ بدء الانتداب بدولة لبنان الكبير.

## مكونات الدستور
يتكون الدستور اللبناني من سته أبواب، ويقسم الباب الأول إلى فصلين بالإضافة إلى مقدمة، بينما يقسم الباب الثاني إلى أربعة فصول.
وقد عُدِّل الدستور بعد التوقيع على اتفاق الطائف بعام 1989 والذي وضع حدّاً للحرب الأهلية اللبنانية، ومن أهم التعديلات التي أُدخلت عليه المناصفة بين الديانتين الإسلامية والمسيحية بعد أن كان هناك تمييز للمسيحيين.